# Другие 48 дней
«Другие 48 дней» (англ. The Other 48 Days) — седьмой эпизод второго сезона драматического телесериала «Остаться в живых», и 32-й во всём сериале. Сценарий к эпизоду написали исполнительные продюсеры Деймон Линделоф и Карлтон Кьюз, а режиссёром стал Эрик Ланёвилль. Премьера эпизода состоялась в США на канале ABC 16 ноября 2005 года.
В отличие от предыдущих эпизодов, где воспоминания были сосредоточены на событиях, предшествовавшим катастрофе, «Другие 48 дней» сосредоточены вокруг предыстории персонажей из хвостовой части, показывая события, которые привели к «Покинутой». Этот эпизод примерно посмотрели 21,87 миллионов американских зрителей.

## Сюжет
После того, как хвостовая часть самолёта падает в воду у берега пляжа, выжившие выплывают на берег. Мистер Эко вытаскивает из воды маленькую девочку (Эмму), а Ана-Люсия Кортес делает ей искусственное дыхание, спасая её жизнь. Затем Ана и Эко отправляются помогать другим людям, оставляя девочку и её брата на попечении Синди Чендлер. Либби помогает мужчине, позже опознанного как Дональд, вправляя ему сломанную ногу. Из джунглей выбегает мужчина и просит о помощи, говоря, что в джунглях есть кто-то живой. Мужчина, назвавшийся Гудвином приводит Ану к Бернарду, который всё ещё пристёгнут ремнями к своему самолётному креслу, при этом он застрял на дереве. Ана уговаривает его ухватиться за ветку дерева, как раз перед тем, как сиденье упало на землю. Вернувшись на берег, Гудвин, который утверждает, что он состоит в Корпусе мира, разводит сигнальный костёр.
В ту же ночь забирают троих взрослых, и Эко убивает двоих «Других» камнем, когда они пытаются забрать его. Начиная с этой ночи он принимает обет молчания. Несмотря на этот инцидент, никто не организует смены для охраны группы.
Со второго по четвёртый дни, трое выживших умерло от ран. Назвавшийся Натаном выживший предлагает остаться на пляже, и группа так и поступает. На пятый день Дональд умирает от травмы ноги и его хоронят. На двенадцатый день Другие забирают ещё девять человек, включая Эмму и её брата Зака; в этом эпизоде показано, как Зак держал плюшевого мишку в руках, и это показывает, что это тот самый мальчик, которого видели мистер Эко и Джин, когда они прятались от других в «И найденное» (они заметили того самого мишку). Ане удаётся убить ещё одного человека, у которого обнаруживается старый нож Армии США и список девяти похищенных людей с их описаниями. Пока они пытаются разобраться в том, что произошло, обсуждается идея о том, что среди них есть лазутчик, а также предложение покинуть пляж.
Выжившие решают остаться в джунглях. Они разбивают лагерь рядом с источником пресной воды и фруктовыми деревьями. Ана роет яму, которую она превращает в зиндан. Как только зиндан готов, она вырубает Натана и бросает его в яму. Она допрашивает его, полагая, что он один из тех, кто забрал детей, из-за его необъяснимого отсутствия и того, что никто не помнил, чтобы его видели на самолёте. Когда его спрашивают, откуда он приехал, он отвечает Канада (та же самая страна, из которой якобы происходил Итан Ром, один из Других, который противостоял группе Джека в первом сезоне). Она начинает морить его голодом, требуя узнать местонахождение детей, но мистер Эко кормит его, когда её нет рядом. Ана говорит Гудвину, что она собирается пытать Натана на следующий день. В ту же ночь Гудвин освобождает Натана, предупреждая его о плане Аны; когда Натан поворачивается, чтобы уйти, Гудвин сворачивает ему шею, показывая зрителям, что именно он является лазутчиком.
Выжившие снова двигаются и находят бункер с логотипом DHARMA Initiative, со стрелкой в центре. В коробке внутри бункера они находят стеклянный глаз, Библию и рацию. Гудвин и Ана поднимаются повыше, чтобы попытаться поймать сигнал. Находясь там, Ана раскрывает, что она знает, Гудвин является одним из Других, потому что в первый же день он выбежал из джунглей с совершенно сухой одеждой, через десять минут после того, как самолёт упал в воду. Гудвин признаёт, что убил Натана, сказав, что он думал, что если Ана будет пытать его, а он ничего не скажет, то Ана сможет считать его невиновным, и поэтому он больше не будет козлом отпущения. Гудвин комментирует, что те, кого взяли, были «хорошими людьми», и что Натана не было в списке, потому что он был «плохим человеком», и заявляет, что дети в порядке, но не уточняет, где они или кто-либо из других пленных. Они начинают драться; когда они катятся вниз по склону, Ана пронзает его заострённой палкой (пронзённое тело Гудвина было замечено Джином и Эко двумя эпизодами ранее).
Ана возвращается к выжившим и говорит им: «Мы в безопасности». На сорок первый день Бернард ловит сигнал Буна по рации и отвечает на его слова «Наш самолёт попал в аварию. Рейс 815» тем, что говорит: «Мы тоже были на рейсе 815». Это показывает правду за тем, что Бун слышал, когда он первоначально отправлял передачу в одном из эпизодов из первого сезона. Прежде чем продолжить разговор, Ана выключает рацию, отвергая передачу как очередную уловку Других. Бернард спрашивает, как они могли знать номер их рейса, но Ана указывает, что они могли знать, так как Гудвин знал, и говорит им принять то, что это их новая жизнь. Не выдержав стресса Ана уходит в джунгли, где плачет в одиночестве. Приходит Эко, и говорит ей, что всё будет хорошо. Она говорит ему, что ему потребовалось сорок дней, чтобы заговорить; он говорит ей, что ей потребовалось сорок дней, чтобы заплакать.
Вскоре после этого Синди и Либби находят выброшенного на берег Джина. Вытащив его из воды, они связывают его и завязывают ему глаза, пытаясь выяснить, кто он такой. Пока Эко и Ана-Люсия спорят, Джин вырывается и бежит на пляж.
Оставшаяся часть эпизода показана как череда событий, уже показанных начиная с эпизода «Инструктаж» и заканчивая «Покинутой», включая принятие группой выживших Джина, Сойера и Майкла, путь в лагерь выживших из средней части самолёта, болезнь Сойера, шёпот леса, который услышала Синди перед тем, как её «забрали», и убийство Шеннон Аной-Люсией.

## Реакция
Во время первого показа эпизод посмотрели 21,87 миллионов зрителей.
Крис Каработт из IGN оценил эпизод на 8 из 10, сказав: «Если вы думали, что выжившим в средней части самолёта пришлось несладко, то вас ждёт шок». В другой статье для IGN, Эрик Голдман поставил «Столкновение» на 23-е место из всех эпизодов «Остаться в живых», отметив, что «создатели шоу говорят нам, что могло быть и хуже, а затем показывают нам, как это произошло, подробно описывая, что произошло с другими выжившими в авиакатастрофе», а также отметив, что «зрители, которые возненавидели Ану-Люсию за убийство Шеннон, могут взглянуть на неё в новом свете, узнавая всё, что ей пришлось пережить в первые 48 дней её пребывания на острове». LA Times поставил этот эпизод на 14 место в списке лучших эпизодов сериала.